# Van der Leeuw (geslacht)
Van der Leeuw is een Rotterdamse koopmansfamilie die aanvankelijk predikanten voortbracht en bekend werd  van firmanten van de firma Van Nelle en van de schrijver Aart van der Leeuw.

## Geschiedenis
De stamreeks begint met Ary van der Leeuw, vader van Pleun Ariensz. van der Leeuw die in 1639 in Rotterdam een huis kocht aan de Markt, en die voor 6 oktober 1650 overleed. Stamvader van de twee takken is Willem van der Leeuw die in 1762 met zijn volle nicht Heyltje van der Leeuw (1730-?) trouwde.

## Enkele telgen
Willem van der Leeuw; trouwde Heyltje van der Leeuw
- Jacobus van der Leeuw (1763-1834), koopman
  - ds. Willem van der Leeuw, (1793-1858), predikant
    - Catharina Maria Adriana van der Leeuw (1822-1890); trouwde in 1848 met ds. Wilhelm Ludwig Riehm (1824-1890), predikant
      - Johann Carl Riehm (1850); trouwde in 1891 met zijn volle nicht Maria Adriana van der Leeuw (1852-1907)

    - ds. Jacobus Willem van der Leeuw (1824-1905), predikant
      - Johanna Louise van der Leeuw (1852-1935); trouwde in 1882 met mr. Robert Macalester Loup (1854), hoofdredacteur Het Vaderland
      - Maria Adriana van der Leeuw (1852-1907); trouwde in 1891 met haar volle neef Johann Carl Riehm (1850)

    - Adrianus van der Leeuw (1826-1887), commissionair in effecten
      - Maria Adriana van der Leeuw (1873-1957); trouwde in 1905 met Jan Cornelis Volker (1873-1935), aannemer

  - Jeremias van der Leeuw (1796-1866), koopman
    - ds. Jacobus van der Leeuw (1822-1894)
- Adrianus van der Leeuw (1765-1847), lid der firma de Wed. J. van Nelle
  - Willem van der Leeuw (1803-1863), koopman
    - Servaas Helenes Willem Eliza van der Leeuw (1833-1880), koopman, lid der firma A. van der Leeuw & Co.

  - ds. Hoyte van der Leeuw (1806-1892), predikant
    - mr. Coenraad Margarethus van der Leeuw (1833-1866)
      - Johanna Josephina Margaretha van der Leeuw (1864-1933); trouwde in 1884 met mr. Willem Lodewijk Borel (1862-1919), president van de Raad van justitie te Soerabava

    - Heiltje Arina van der Leeuw (1837-1927); trouwde in 1858 met Jan Robert Veder (1833-1872), reder
    - Catharina Femmina Lydia Josina van der Leeuw (1845-1874); trouwde in 1867 met jhr. dr. Samuel de Ranitz (1834-1913), directeur Emma-kinderziekenhuis

  - Jacobus Johannes van der Leeuw (1811-1893), lid der firma De Erven de Wed. J. van Nelle
    - Hendrik Johannes van der Leeuw (1843-1924), lid der firma De Erven de Wed. J. van Nelle
      - Eleonore Helene Elisabeth van der Leeuw (1897); trouwde in 1917 met Gerrit van Stolk (1888), graanhandelaar, lid der firma Gerrit van Stolk

    - Jacobus Johannes van der Leeuw (1846-1929), lid der firma De Erven de Wed. J. van Nelle
      - Johannes van der Leeuw (1872-1897), lid der firma De Erven de Wed. J. van Nelle
      - Juliana Louise Sophie van der Leeuw (1873-1960); trouwde in 1902 met Anton Henri Jacobus Canters (1868-1941), lid der firma de Wed. J. van Nelle
      - Carl van der Leeuw (1875-1897), lid der firma De Erven de Wed. J. van Nelle
      - Pedro Ludwig Alexander van der Leeuw (1877-1930), lid der firma De Erven de Wed. J. van Nelle

    - Marius Adrianus Gabriel van der Leeuw (1856-1923), lid der firma De Erven de Wed. J. van Nelle
      - Cornelis Hendrik (Cees) van der Leeuw (1890-1973), lid der firma De Erven de Wed. J. van Nelle, drijvende kracht achter de bouw van de Van Nellefabriek en psychoanalyticus
      - Elisabeth Jacoba van der Leeuw (1891-1977); trouwde in 1915 met Herman Theodoor s'Jacob (1883-1962), landeconoom, lid van de familie s'Jacob
      - mr. dr. Jacobus Johannes (Koos) van der Leeuw (1893-1934), schrijver op theosofisch gebied
      - Marius Adrianus Gabriël (Dick) van der Leeuw (1894-1936), lid der firma De Erven de Wed. J. van Nelle
        - Sylvia Gabriëlle van der Leeuw (1928); trouwde 1951 met Walter Evert baron Snouckaert van Schauburg (1925), bankier

  - Aart van der Leeuw (1818-1892), koopman, lid gemeenteraad en wethouder van Delft; trouwde in 2e echt in 1848 met Maria Agnes van der Looy (1821-1890)
    - Adriaan van der Leeuw (1845-1931)
      - Aart van der Leeuw (1876-1931), letterkundige

    - Cornelis Hendrik van der Looy van der Leeuw (1849-1930), notaris, verkreeg bij KB in 1897 naamswijziging tot van der Looy van der Leeuw
      - Maria Agnes van der Looy van der Leeuw (1879); trouwde in 1905 dr. Chris te Lintum (1863-1930), leraar en schrijver
      - dr. Aletta Elisabeth Cornelia van der Looy van der Leeuw (1880-1967), conservator Rijksmuseum
      - Adriana Alida van der Looy van der Leeuw (1882-1961); trouwde in 1912 met Joachim Gottfried Julius Hans Kownatzki (1868), kunstschilder en beeldhouwer
      - Françoise Cornelie van der Looy van der Leeuw (1890-1964); trouwde in 1923 met Hendrik Cornelis van Houten (1876-1967), redacteur NRC

    - Johanna van der Leeuw (1855-1918); trouwde in 1877 met jhr. ir. Barthold Willem Floris van Riemsdijk (1850-1942), directeur Rijksmuseum

  - Johannes Bronswijk van der Leeuw (1822-1854); trouwde in 1850 met Catharina Ignatia van der Looy (1831-1890)

Geslachten die opgenomen zijn in het sinds 1910 verschijnende genealogische naslagwerk Nederland's Patriciaat. Lijst volgens opgave van het CBG Centrum voor familiegeschiedenis.
A · B · C · D · E · F · G · H · I · J · K · L · M · N · O · P · Q · R · S · T · U · V · W · Y · Z